# Легизм
Леги́зм (кит. 法家, пиньинь fǎjiā, палл. фацзя, фр. Légisme) — философская школа периода Чжаньго (Сражающихся царств) истории Китая, сформировавшаяся в IV—III вв. до н. э., известная также как «Школа законников».
Основной идеей школы было равенство всех перед Законом и Сыном Неба, следствием чего являлась идея раздачи титулов не по рождению, а по реальным заслугам. Согласно идеям легизма, любой простолюдин имел право дослужиться до любого чина, вплоть до первого министра.
Легисты печально прославились тем, что, когда они приходили к власти (в Ци и в Цинь), то устанавливали крайне жестокие законы и наказания.

## Основные идеи
Предтечей легизма, его первым видным представителем считается Гуань Чжун, с именем которого связывается представление о первых серьёзных реформах, направленных на укрепление власти правителей царств. К стану легистов обычно причисляют всех видных министров-реформаторов чжоуского Китая. Культ закона, точнее, административных распоряжений осуществляющего централизованную власть правителя — вот основной тезис легизма.
Жестокий и непримиримый легизм представляет собой строгую авторитарную власть.
Крупнейший представитель раннего легизма и основоположник учения — Шан Ян (ок. 390—338 гг. до н. э.) — инициатор знаменитых реформ, узаконивших в стране частную собственность на землю. Составленные им проекты реформ и указов вошли в трактат «Шан цзюнь шу» («Книга правителя области Шан»).
Основные идеи школы:
- Провозглашалось равенство всех перед Законом и Сыном Неба и, как следствие, появление идеи раздачи титулов не по рождению, а по реальным заслугам, согласно которой любой простолюдин имел право дослужиться до первого министра. Шан Ян рекомендовал выдвигать в первую очередь тех, кто доказал свою преданность государю на службе в войске.
- Успеха в политике достигает только тот, кто знает обстановку в стране и использует точные расчёты.
- Следует усваивать опыт предшествующих правителей. И в то же время «для того, чтобы принести пользу государству, не обязательно подражать древности».
- Для политики очень важна экономическая ситуация в стране.
- В области управления предлагалось сосредоточить всю полноту власти в руках верховного правителя, лишить наместников властных полномочий и превратить их в обыкновенных чиновников. Умный правитель, говорится в трактате «Шан цзюнь шу», «не потворствует смуте, а берёт власть в свои руки, устанавливает закон и с помощью законов наводит порядок».
- Чтобы обеспечить представительство зажиточных слоёв в государственном аппарате, предусматривалась продажа чиновничьих должностей.
- Шан Ян предъявлял к чиновникам лишь одно требование — слепо повиноваться государю.
- Предполагалось ограничить общинное самоуправление, подчинить семейные кланы и патронимии местной администрации.
- Предлагалось также установить единые для всего государства законы. Под законом понималась репрессивная политика (уголовный закон) и административные распоряжения правительства.
- Отношения между властью и народом Шан Ян рассматривал как противоборство враждующих сторон. «Когда народ сильнее своих властей — государство слабое; когда власти сильнее своего народа — армия могущественна». В образцовом государстве власть правителя опирается на силу и никаким законом не связана.
- За малейший проступок следует карать смертной казнью. Эту карательную практику должна была дополнить политика, направленная на искоренение инакомыслия и оглупление народа.
- Высшая цель деятельности государя — создание могущественной державы, способной объединить Китай путём захватнических войн.

Легизм разделился на ранний и поздний. Более поздние последователи Шан Яна отказались от наиболее одиозных положений учения и, наполняя легизм моральным содержанием, сближали его с даосизмом и конфуцианством.

## Основные деятели
- Шэнь Бухай — патриарх легистов (385—337 до н. э.). Его теория государственного управления использовалась в эпоху династии Хань и включена в содержание конфуцианства.
- Гуань Чжун — сторонник абсолютного тотального контроля со стороны государства, вплоть до контроля сквозняков в жилищах, а также сторонник государственной помощи бедным.
- Шан Ян — сторонник милитаризма, превративший Цинь в одно из сильнейших княжеств, поощрял ремёсла и сельское хозяйство, в популистских целях обращал купцов в рабство, распустил всю невоенную аристократию.
- Ли Куй — законодатель, чьи идеи были развиты Шан Яном.
- Вэй Ляо-цзы — сторонник придания легизму большей гуманности в конфуцианском духе, остался теоретиком, считал, что нужно запретить все ремёсла, не имеющие отношения к производству оружия.
- Принц Хань Фэй и Ли Сы — сторонники сочетания легизма с даосскими идеями естественности (государство не должно мешать жить своим жителям), служившие Цинь Ши Хуанди.